# Night Fishing
Pour plus de détails, voir Fiche technique et Distribution.
Night Fishing (파란만장, Paranmanjang) est un film sud-coréen réalisé par Park Chan-kyong et Park Chan-wook, sorti en 2011.
Le film a été entièrement tourné avec un iPhone 4.

## Synopsis
Lors d'une pêche de nuit, un homme remonte une jeune femme dans ses filets.

## Fiche technique
- Titre : Happy Fishing
- Titre original : 파란만장 (Paranmanjang)
- Réalisation : Park Chan-kyong et Park Chan-wook
- Scénario : Park Chan-kyong et Park Chan-wook
- Musique : Jang Young-gyu
- Montage : Ana García
- Production : Jeong Wonjo, Park Chan-kyong et Park Chan-wook
- Société de production : Moho Film
- Pays :  Corée du Sud
- Genre : Fantastique
- Durée : 30 minutes
- Dates de sortie : 
  - Corée du Sud : 27 janvier 2011

## Distribution
- Lee Jeong-hyeon
- Oh Kwang-rok

## Distinctions
Le film a reçu l'Ours d'or du meilleur court métrage à la Berlinale 2011.